# Taylor Palmer
Taylor Scott Palmer (Charlotte, ...) è un giocatore di football americano statunitense che gioca come defensive lineman (in nazionale) e quarterback (nei club).

## Palmarès
- 1 Campeonato Paranaense (Coritiba Crocodiles, 2024)